# Hans Plangger

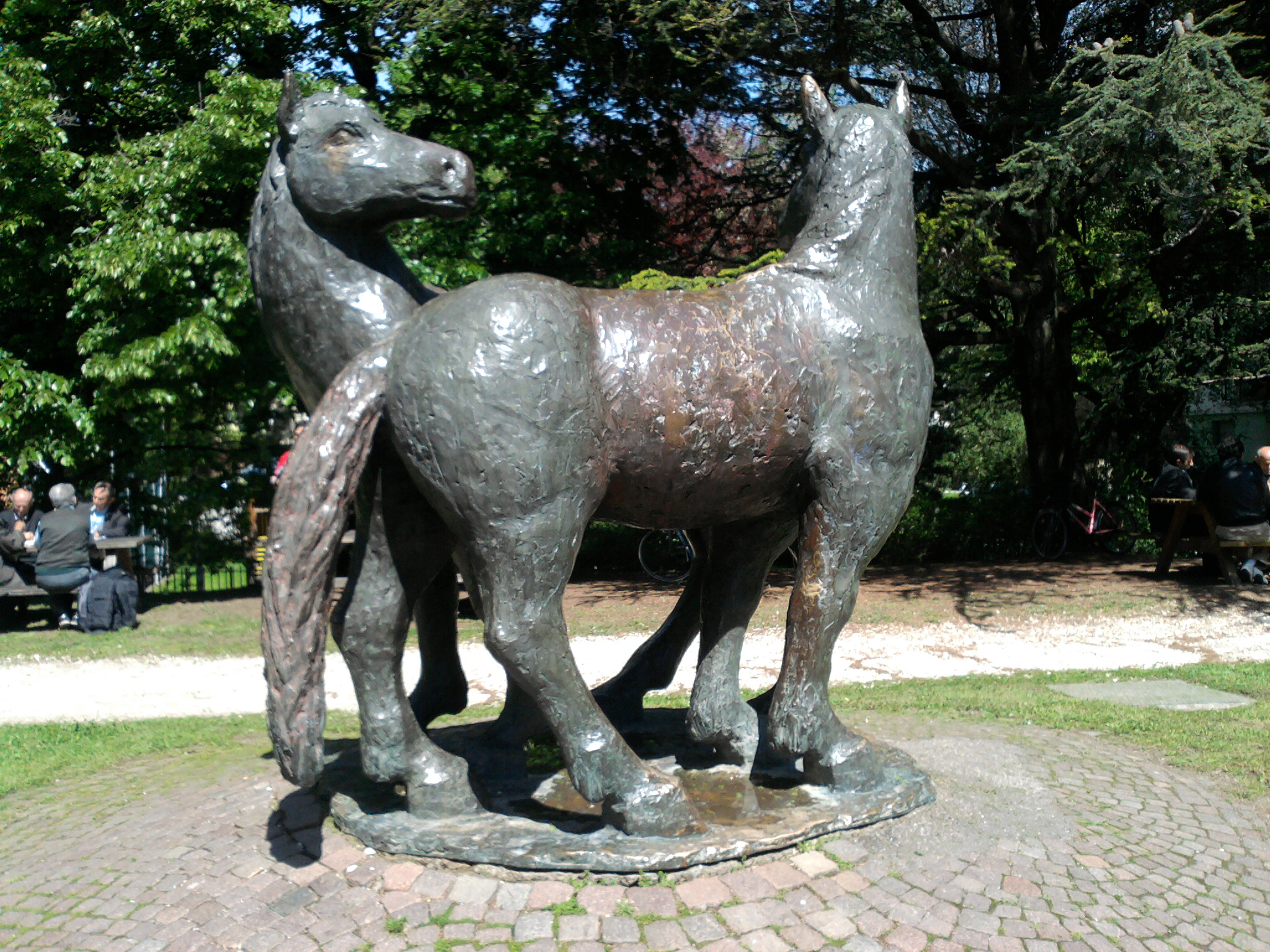
Pferde, Eisackuferpromenade Bozen

Hans Plangger (* 15. Jänner 1899 in Laas; † 26. Juni 1971 in Bozen) war ein Südtiroler Bildhauer.

## Leben

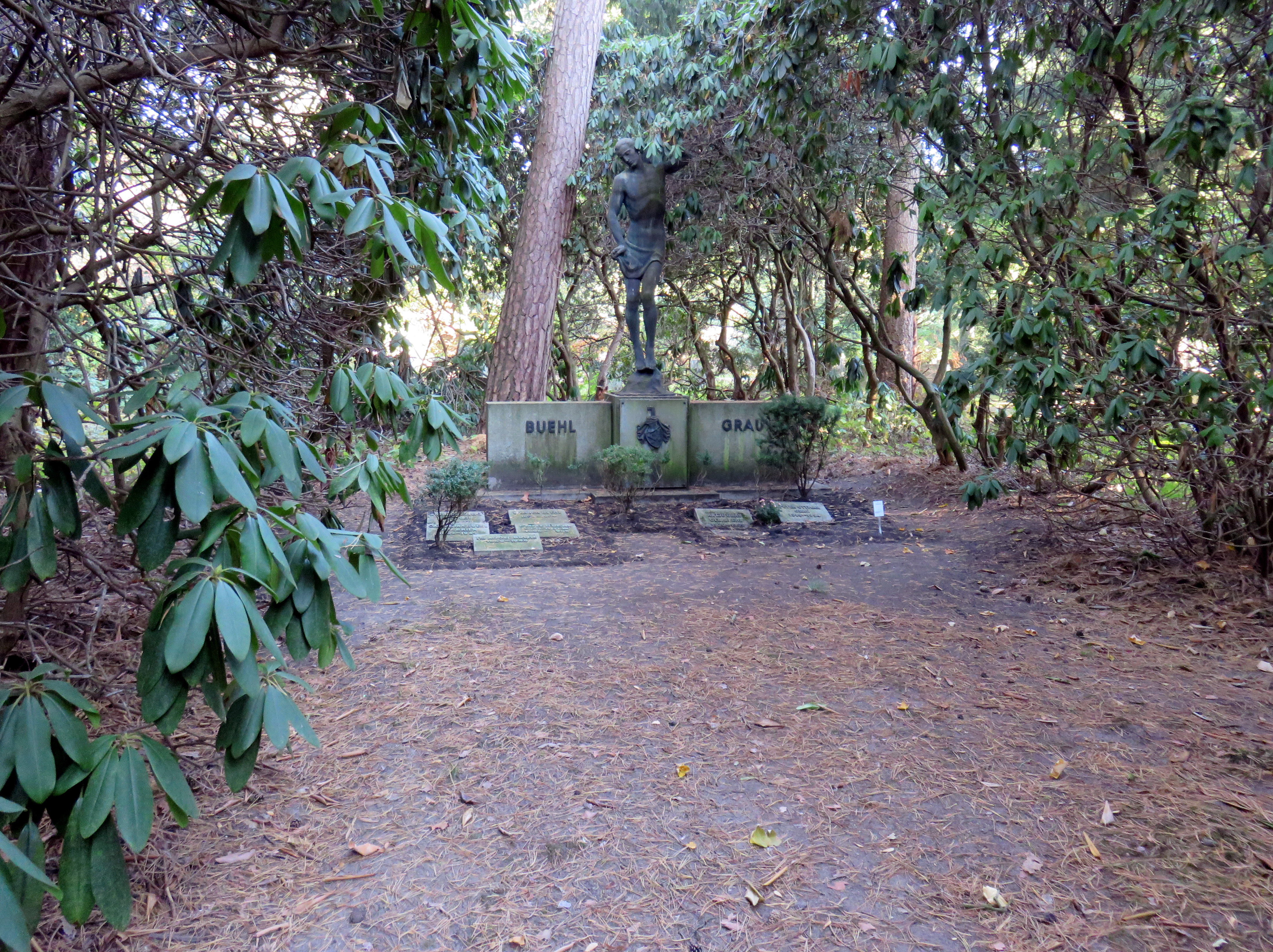
Familiengrab Buehl–Grau (Friedhof Ohlsdorf) im Auftrag des Staatsrats Dr. jur. Adolf Buehl

Hans Plangger besuchte die Fachschule in Laas und studierte ab 1923 an der Akademie der bildenden Künste Wien Bildhauerei bei Josef Müllner und Hans Bitterlich. Nach einem Romaufenthalt lebte er ab 1933 als freischaffender Bildhauer in Bozen. Mit der Deutschlehrerin Caroline Meraner bekam er 1937 den Sohn Günther Meraner. 1954 heiratete er die aus Ostpreußen stammende Künstlerin Lieselotte Popp.
Plangger schuf Skulpturen wie Statuen, Grabmäler oder Brunnenfiguren aus Holz, Stein, Ton und Bronze. Seine Werke zeigen eine Neigung zum „Heroischen und Heldischen“, zu monumentalen Gestaltungen und glatten Oberflächen. Expressive oder abstrahierende Elemente blieben ihm fremd. Plangger war fünf Mal auf der Großen Deutschen Kunstausstellung in München vertreten. Für die Skulptur Die Aera Mussolinis erhielt er auf der Bozner Biennale 1938 einen Preis. Er beteiligte sich auch an allen fünf in Innsbruck zwischen 1940 und 1944 abgehaltenen „Gau-Kunstausstellungen Tirol-Vorarlberg“ und wurde dort 1942 mit dem ersten Preis für Bildhauerei ausgezeichnet.
Nach dem Zweiten Weltkrieg wurde Plangger Mitglied des 1946 gegründeten Südtiroler Künstlerbundes.

## Werke (Auswahl)

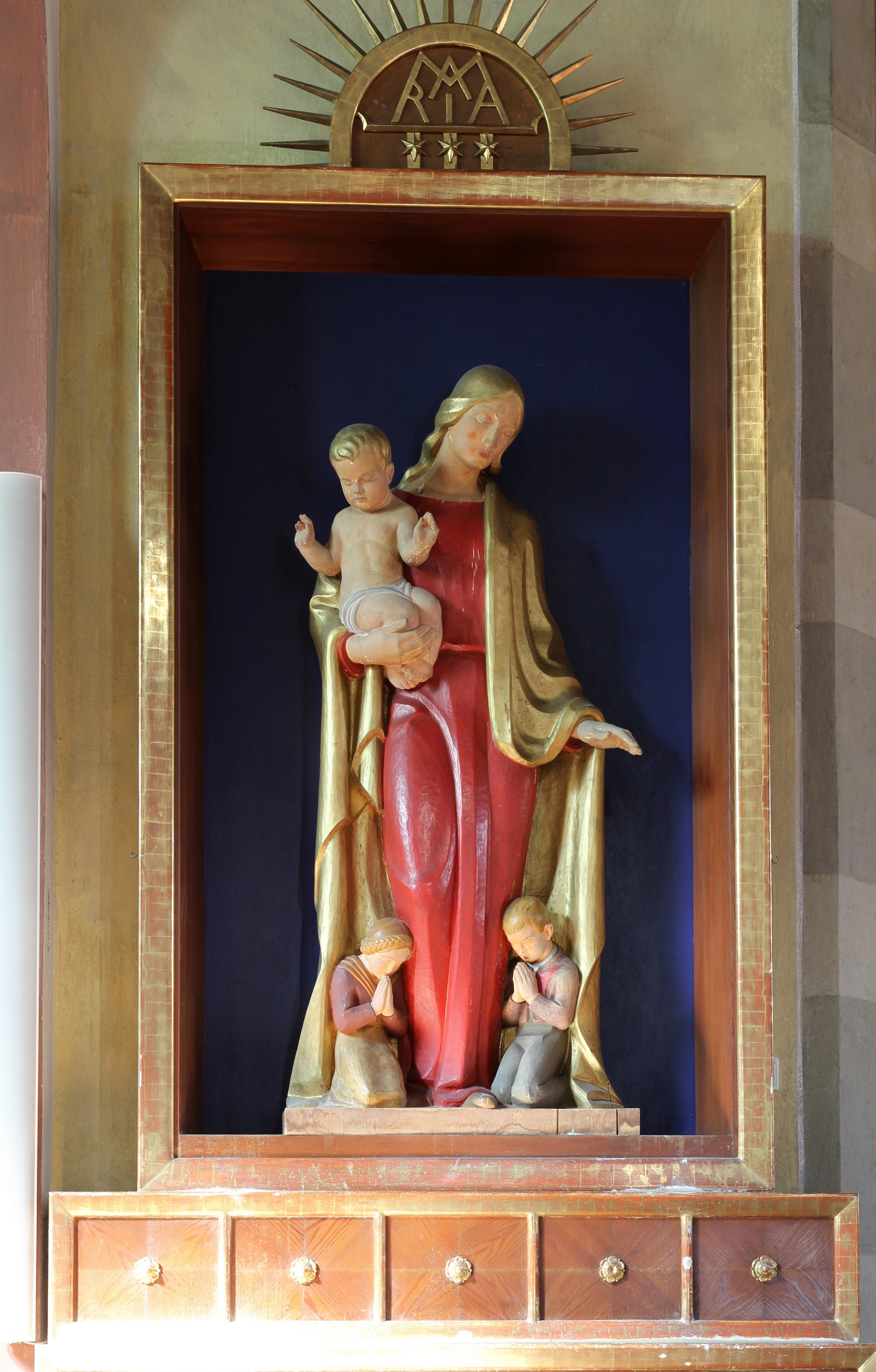
Seitenaltar, Pfarrkirche in Tscherms

- Bronzeskulptur Peitschenschnöller, 1933, Tiroler Landesmuseum Ferdinandeum, Innsbruck[2]
- Grabskulptur Buehl/Grau, Friedhof Ohlsdorf, Hamburg, 1938[3]
- Grabskulptur Cadsky, Friedhof Bozen, 1938
- Brunnenskulptur Mädchen mit Krug, 1940/44, aufgestellt auf dem Haydnplatz in Innsbruck 1953[4]
- Brunnenskulptur Mädchen mit Storch, 1943/44, aufgestellt auf dem Kaiserschützenplatz in Innsbruck 1957[5], seit 2018 eingelagert
- Brunnenskulptur Drei Salige Fräulein, 1953/54, aufgestellt im Rapoldipark in Innsbruck 1958
- Kriegerdenkmal Nals, 1967[6]
- Bronzeskulptur Pferde, rechte Eisackuferpromenade, Bozen
- Seitenaltar in der Pfarrkirche St. Sebastian und Nikolaus in Tscherms